# Lumbaiong
Lumbaiong és una serralada que forma part de les muntanyes Khasi, a l'estat de Meghalaya, Índia. El seu cim més alt es troba a 1.440 metres d'altura sobre el nivell de la mar.